# Stadtarchiv Rostock
Das Stadtarchiv Rostock ist eine regionale Forschungs- und Dokumentationsstelle über die Entwicklung der Hansestadt Rostock und deren Umland. Es widmet sich ganz besonders der Erforschung der Stadtgeschichte, seiner Architektur- und Wirtschaftsentwicklung, der hier tätigen und wirkenden historischen Persönlichkeiten sowie der Ahnenforschung.

## Geschichte
Die Ursprünge des Entstehens eines Stadtarchives der Hansestadt Rostock lassen sich bis 1265 zurückverfolgen. Das Archiv selbst wurde im Oktober 1884 durch den Historiker und Spezialisten der hanseatischen Regional- und Stadtentwicklung Karl Koppmann (1839–1905) gegründet. Ziel der Einrichtung war das Zusammenführen der regionalen Archivalien, historischer Dokumente aus der Verwaltung und Entwicklung der Hansestadt Rostock, Kartenmaterial, Bau- und Architekturunterlagen sowie Nachlässe und Testamente. Ein Archivzweckbau wurde zur Unterbringung der Bestände 1907 gleich hinter dem Rathaus bezogen. In den Jahren von 1936 bis 1953 unterstand das Stadtarchiv als eigenständige Abteilung der Direktion des städtischen Museums. Das Verwaltungsarchiv der Stadt Rostock wurde 1969 dem Stadtarchiv angegliedert und im Jahre 1976 wurde eine Foto- und Reprostelle eingerichtet. Seit dem Jahr 1996 ist das Stadtarchiv ein Amtsbereich der Stadtverwaltung Rostock.

## Bestand
Es beherbergt einen Archivbestand, der etwa den Zeitraum von 800 Jahren umfasst und seine Herkunft aus den Sammlungsgebieten Rostock, Mecklenburg, allgemeine Stadtgeschichte und der regionalen Geschichte der Hanse hat. Das betrifft vor allem
- ca. 8250 Urkunden des 13.–19. Jhs. (davon ca. 4850 Testamente)
- ca. 3160 lfm Akten und ca. 300 Amtsbücher des Rates, der Bürgervertretung und der Stadtverwaltung vom 13. Jh. bis zur Gegenwart
- nichtstädtische Archivalien: insbesondere Firmenarchive, regionale Vereine, Personen- und Familiennachlässe, Deposita, Chroniken und Handschriften
- Schriftgut der Verwaltungen, Bauzeichnungen, Kartenmaterial, Fotos sowie Filme.

Daneben existieren umfangreiche Sammlungen an regionalen Zeitungen und Zeitschriften die von „Norddeutsche Neueste Nachrichten“ über „Warnemünder Badeanzeiger“ bis zu ausgewählten Betriebszeitungen reicht. Eine Präsenzbibliothek mit ca. 22.000 Bestandseinheiten ergänzt den Fundus.
Der Bestand ermöglicht Forschungen zur Geschichte Mecklenburgs und der benachbarten Territorien, zur Entwicklung der mecklenburgischen Städte, zur Hanse, zur Staats-, Rechts-, Kultur- und Wirtschaftsgeschichte, zur hanseatischen Architektur- und Kunstgeschichte, zur Personengeschichte und Ahnenforschung, genauso wie zur regionalen Schifffahrts- und Hafenentwicklung sowie zur Geschichte der Badekultur an der Ostsee. Einen hohen Quellenwert besitzen die für die beiden Landesteile Mecklenburg-Schwerin und Mecklenburg-Strelitz vorliegenden Staatskalender (1776–1939) und Regierungsblätter (1812–1952), ergänzt durch die Sammlung von Rostocker Adressbüchern der Jahre 1856 bis 1949.
Eine Online-Recherche in der Archivdatenbank ist möglich, sie erfolgt über das Portal: FINDBUCH.net.
Über seinen Forschungsauftrag hinaus wendet sich das Archiv durch einen regen Publikumsverkehr, Veranstaltungen, eigene Publikationen und organisierte Begegnungen an die Öffentlichkeit.

## Publikationen des Stadtarchivs Rostock (Auswahl)
- Wilhelm Ebel: Die Rostocker Urfehden. Untersuchungen zur Geschichte des Deutschen Strafrechts. (= Veröffentlichungen aus dem Stadtarchiv der Seestadt Rostock, 1). Hinstorff Verlag, Rostock 1938. (Volltext RosDok)
- Heinrich Rahden: Die Schiffe der Rostocker Handelsflotte 1800 – 1917. (= Veröffentlichungen aus dem Stadtarchiv der Seestadt Rostock, 2). Hinstorff Verlag, Rostock 1941. (Volltext RosDok)
- Fürst Blücher von Wahlstadt. Bildniskatalog zum Gedenken seines 200. Geburtstages am 16. Dezember 1942. (= Veröffentlichungen aus dem Stadtarchiv der Seestadt Rostock, 3). Hinstorff Verlag, Rostock 1942.
- Elisabeth Schnitzler: Studien zur Archiv- und Bildungsgeschichte der Hansestadt Rostock. (= Beiträge und Quellen zur Stadtgeschichte Niederdeutschlands, 2). Fahlbusch, Warendorf 1992, ISBN 3-925522-09-3.
- Hildegard Thierfelder: Papsturkunden im Rostocker Stadtarchiv. In: Beiträge zur mecklenburgischen Kirchengeschichte. (= Schriften zur mecklenburgischen Geschichte, Kultur und Landeskunde, 6). Böhlau, Köln [u. a.] 1982, ISBN 3-412-02882-7, S. 81–101.

## Standort

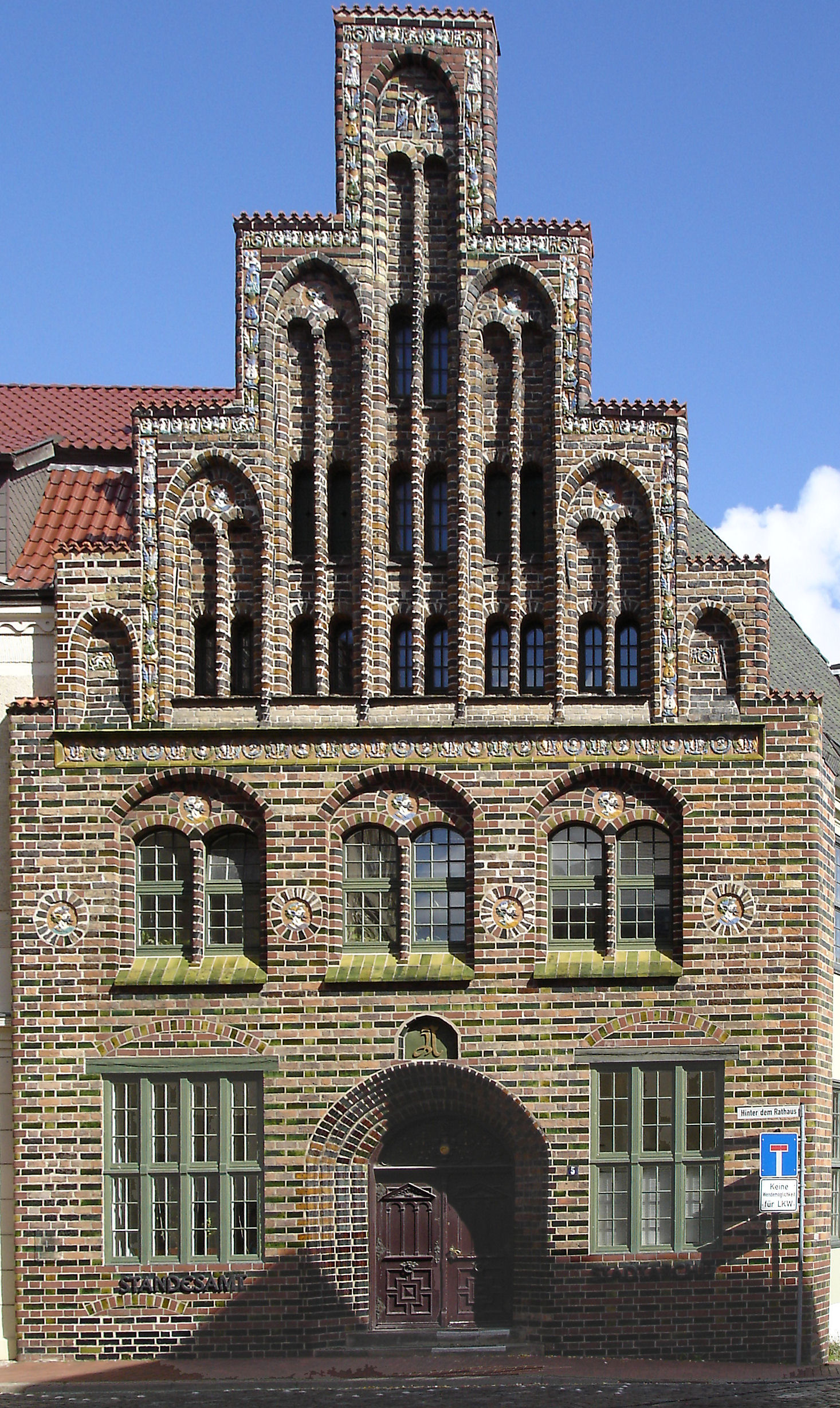
Kerkhofhaus (2006)

Seinen Sitz hat das Archiv seit 1907 im historischen Kerkhofhaus. Dabei handelt es sich um eines der bekanntesten Rostocker Baudenkmale. Das Giebelhaus beeindruckt besonders mit seinem wunderschönen Terrakottaschmuck und der künstlerisch gestalteten Fassade. Der ehemalige Rostocker Bürgermeister Bartold Kerkhof († 1510) hatte dieses Gebäude errichten lassen und dann als Wohnhaus genutzt. Die Familie Kerkhoff lebte über 125 Jahre in diesem Haus. Anfang des 20. Jahrhunderts kaufte die Stadt Rostock die Flächen hinter dem Rathaus und damit auch das damals recht heruntergekommene Gebäude. Das Kerkhofhaus wurde von 1902 bis 1907 als Stadtarchiv und Standesamt umgebaut. Bis heute beherbergt es das Stadtarchiv der Hansestadt Rostock und seine Bestände.

## Direktoren
- 1884–1905: Karl Koppmann
- 1905–1936: Ernst Dragendorff
- 1936–1945: Hans Arnold Gräbke (Museumsdirektor, da das Stadtarchiv Fachabteilung war)
- 1945–1953: Ludolf Fiesel (Museumsdirektor, da das Stadtarchiv Fachabteilung war. Ehemann von Eva Lehmann)
- 1953–1959: Hildegard Thierfelder (1908–1985)
- 1960: Helmuth Heilhecker (kommissarisch)
- 1961–1967: Johannes Lachs (später Direktor des Schifffahrtsmuseums Rostock)
- 1967–1988: Horst Witt
- 1988–1990: Horst Sieber
- seit 1990: Karsten Schröder